# 小政
小政（こまさ）、村上元三の小説『次郎長三国志』に淸水の小政（しみずのこまさ）として登場する山本 政五郎（やまもと まさごろう、天保12年12月 / グレゴリオ暦 1842年1月 - 1874年5月29日）は、かつて実在した日本の侠客である。清水次郎長配下の「清水二十八人衆」に数えられ、同じく次郎長配下で同姓同名の「山本政五郎」を名乗る大政（1832年 - 1881年）と区別して「小政」と呼ばれる。本名は吉川 冬吉（よしかわ ふゆきち）。

## 人物・来歴
天保12年12月、現行のグレゴリオ暦によれば1842年1月、遠江国敷知郡浜松宿新町（現在の静岡県浜松市中央区中央）の魚屋・吉川由蔵の次男、冬吉として生まれる。桶屋の長男であるともいうが、のちに判決を申し渡された際の「所刑申渡文」（1871年）には小政には、家督を継ぐ兄・由五郎があることが示されている。今川徳三は、「天保14年」（1843年）生まれとも言われているといい、生年は定かではないとしている。
笹川臨風は「遠州濱松の魚問屋の息で、十一歳の時から次郎長に養はれた」と書く。『はままつ百話』（静岡新聞社）は、小政が清水次郎長（本名・山本長五郎、1820年 - 1893年）に初めて会ったのは嘉永四年（1851年）の春であるとし、そのときの小政は、浜松宿を出て東海道を西へ行った八丁畷（現在の浜松市中央区森田町）で行商していたとする。このとき小政は満9歳になったばかりであり、数え年は10歳であるが、「その後、次郎長の身内となり、大いに売り出した」としている。養子になったときの名が山本 政五郎であるとされるが、野田宇太郎はこれを山本 音五郎（やまもと おとごろう）であるとする。今川徳三によれば、山本鉄眉（のちの天田愚庵）が次郎長本人に生前取材した『東海遊侠伝』（1884年）に「小政」の名が初めて登場するのは、文久3年12月（1864年1月）、黒駒勝蔵との天竜川での対陣のくだりである。講談・浪曲の世界では「大政・小政」と並び称せられるが、史実においては、小政が清水港に滞在した期間は極めて短い。笹川によれば、大政が「六尺以上」（約181センチメートル）の大男であったのに対し、小政は成人しても身長が「僅々四尺八寸」（約145センチメートル）の低身長であったとし、「居合術に熟達し、三尺餘の刀を常に用ふ。敏捷精桿無比といはれた」とその特徴を描写する。

1865年（慶応元年）、遠江国佐野郡掛川宿（現在の静岡県掛川市）でお加登（1847年 - 1921年）と結婚したが、同地で傷害事件を起こして逃亡している。6年間の逃亡生活を経て、明治維新後の1871年（明治4年）、清水に戻ったが、同年に行われた荒神山手打式後の清水一家の集合写真には写っていない。1873年（明治6年）には、旧刑法成立以前の雑犯律賭博条により逮捕され、同年2月7日、准流刑5年の判決を受けて入獄した。この際の「所刑申渡文」に小政の存在を定義するにあたり「遠江国敷知郡浜松宿新町 雑業由五郎弟政五郎事吉川冬吉」と記してあり、同時点では、小政は山本姓ではないが「政五郎」と名のっており、本名は「吉川冬吉」であることが示されている。
1874年（明治7年）5月29日、浜松県敷知郡浜松宿高町（現在の静岡県浜松市中央区元城町）の浜松監獄（現在の静岡刑務所浜松拘置支所、1918年移転）で獄中死去した。満32歳没。国領屋こと大谷亀吉（1832年 - 1905年）の妻が小政の遺体を引き取り、曹洞宗真道山大聖寺（現在の同市中央区板屋町208番地、のちに現在の同区幸に移転）に墓を建てたという。戒名は「白浪良満信士」。今川は死因に関しても諸説あるとし、獄中での病死説と毒殺説があり、死去したのも同年4月に出所したあとに敷知郡東鴨江村（現在の浜松市中央区鴨江）に刀剣商・川瀬某の所有する長屋を借りて住んでいたところ、病死した説と殴り込みに遭って殺された説があるという。野田は、小政は獄死であり「享年四十二」であると書いている。『はままつ百話』は、大聖寺の過去帳に「享年三十二年六力月」と記されていると指摘する。同寺には、1945年（昭和20年）の浜松空襲までは、小政の遺品として「長脇差」とともに小政が獄中で制作した「こよりの紙入れ」が遺されていたが、同寺本堂とともに焼失した。
妻のお加登は、小政の没後、1歳下の大庭平太郎（1848年 - 1910年）と再婚した。次郎長が死去したのは、小政の没後19年後の1893年（明治26年）6月12日、満73歳であった。次郎長の墓は、臨済宗妙心寺派梅蔭禅寺にあるが、ここに次郎長夫人のお蝶、大政、増川仙右衛門（1836年 - 1892年）とともに、もうひとつの小政の墓もあり、墓碑銘は「侠客小政墓」である。

## フィクションの人物像
史実において「清水二十八人衆」であった時代の小政は、前述の通り、満22歳前後の一時期、その後、お加登との掛川時代と逃亡期をはさんで満29歳 - 満31歳の時期に当たる。そもそも「清水二十八人衆」には架空の人物も数えられており、浪曲師の三代目神田伯山（1872年 - 1932年）の創作であるとされる。
1938年（昭和13年）3月に発売されたディック・ミネの流行歌『旅姿三人男』（作詞宮本旅人、1907年 - 1982年）に、大政・森の石松とともに「三人男」として登場、「粋な小政」と謳われる。同曲は、1962年（昭和37年）1月にシングルレコードを発売した石原裕次郎や美空ひばり、藤圭子、五木ひろし、天童よしみなど歌手の他、1971年（昭和46年）に放映開始したテレビ映画『清水次郎長』の主題歌として、次郎長を演じた竹脇無我もカヴァー、シングルを発表した。
マキノ雅弘の代表作とされる映画『次郎長三国志』（東宝、1952年 - 1954年）、『次郎長三国志』（東映、1963年 - 1965年）の2つのシリーズでは、それぞれ水島道太郎、里見浩太朗が演じている。それぞれのシリーズでも小政の登場は、東宝版では「浜松の政五郎」という役名で『次郎長三国志 第八部 海道一の暴れん坊』（1954年）、そして「小政」になってからの『次郎長三国志 第九部 荒神山』（1954年）の2作のみ、東映版では『次郎長三国志 第三部』（1964年）と『次郎長三国志 甲州路殴り込み』（1965年）の2作のみである。東宝版では、森の石松が都田村の吉兵衛（1828年 - 1861年）にだまし討ちに遭い、偶然知り合った「浜松の政五郎」（小政）に看取られて死に、それが縁で政五郎は清水一家に加わるという筋である。映画『次郎長三国志』は、村上元三の同名の小説を原作にしており、第1章『桶屋の鬼吉』に始まり、『東海遊侠伝』を書いた天田愚庵（1854年 - 1904年）を描く第22章『天田五郞』、講談『名も高き富士の山本』を創作した三代目神田伯山を描く第23章『神田伯山』で終わる、全23章で構成される同作において、小政を描く『淸水の小政』は第18章に当たる。
「酒飲みねえ、すし食いねえ、江戸っ子だってね」「神田の生まれよ」で知られる二代目広沢虎造の浪曲『石松三十石船道中』の原型は、三代目神田伯山の創作である。江戸っ子が石松に対し、清水一家で一番強いのは「大政、小政、大瀬半五郎、増川仙右衛門、法印大五郎、追分三五郎…」と挙げていくなかで、小政はまず冒頭に大政と対になって登場する。16人挙げたところで、大瀬の次に石松を失念していたことを忘れていたことを思い出す、という筋である。このくだりのあった時期は、設定では「文久2年の3月半ば」、つまりグレゴリオ暦では1862年4月13日前後に当たり、小政は満20歳、次郎長一家に在籍したかどうかは定かではない時期である。
マキノ雅弘の甥にあたる俳優の津川雅彦が「マキノ雅彦」の名で監督した『次郎長三国志』（2008年）では、同じ村上元三の同名小説を原作にしながら、追分の三五郎と小政を複合して「追分の政五郎」というキャラクターに改変、北村一輝を配して「伊達者の美青年」であるとした。
浅田次郎の小説『天切り松 闇がたり』シリーズでは、第二巻『残侠』において大正11年の東京に現れた、老侠客として登場する。主人公一家に一宿一飯の義理を果たして鳥越神社の神前で荒事に及ぶが、その素性は最後まで詳らかでない。

## フィルモグラフィ
「小政」が登場するおもな劇場用映画・テレビ映画の一覧である。公開日の右側には、「小政（大政・次郎長）」の形式で小政を演じた俳優名とともに、大政・次郎長を演じた俳優も記した。東京国立近代美術館フィルムセンター（NFC）、デジタル・ミーム等での所蔵状況も記した。
- 『荒神山の血煙』 : 監督・原作・脚本沼田紅緑、製作東亜キネマ等持院撮影所、配給東亜キネマ、1925年2月6日公開 - 高頭道太郎（月形龍之助・市川芳三郎）
- 『落花の舞 前篇』 : 監督・脚本池田富保、原作前田曙山、製作日活京都撮影所第一部、配給日活、1925年5月31日公開 - 尾上桃華（中村吉十郎・尾上松之助）
- 『落花の舞 中篇』 : 監督・脚本池田富保、原作前田曙山、製作日活京都撮影所第一部、配給日活、1925年6月11日公開 - 尾上桃華（中村吉十郎・尾上松之助）
- 『落花の舞 前篇』 : 監督沼田紅緑、原作前田曙山、脚本井上金太郎、製作東亜キネマ等持院撮影所、配給東亜キネマ、1925年6月12日公開 - 高木新平（月形龍之助・市川小文治）
- 『落花の舞 後篇』 : 監督沼田紅緑、原作前田曙山、脚本井上金太郎、製作東亜キネマ等持院撮影所、配給東亜キネマ、1925年6月19日公開 - 高木新平（月形龍之助・市川小文治）
- 『落花の舞 後篇』 : 監督・脚本池田富保、原作前田曙山、製作日活京都撮影所第一部、配給日活、1925年6月19日公開 - 尾上桃華（中村吉十郎・尾上松之助）
- 『大政小政』 : 監督渡辺新太郎、原作上島量、製作・配給帝国キネマ演芸、1928年3月7日公開 - 不明
- 『血煙荒神山』 : 監督辻吉郎、脚本松本常夫、製作日活太秦撮影所、配給日活、1929年7月13日公開 - 尾上桃華（高木永二・大河内伝次郎）、10分の上映用プリントをNFCが所蔵
- 『清水の小政』 : 監督・脚本星哲六、製作松竹下加茂撮影所、配給松竹キネマ、1931年1月10日公開 - 阪東寿之助（不明）
- 『清水の小政』 : 監督村越章二郎、原作・脚本中地光之助、製作・配給河合映画製作社、1931年4月24日公開 - 葉山純之輔（不明）
- 『清水次郎長』 : 監督仁科熊彦、原作小島政二郎、脚本塩田一、製作嵐寛寿郎プロダクション、配給東亜キネマ、1931年8月15日公開 - 前田邦彦（東正二郎・嵐寛寿郎）

- 『東海の顔役』 : 監督中川信夫、原作・脚本陣出達朗、製作市川右太衛門プロダクション、配給松竹キネマ、1935年2月28日公開 - 武井龍三（頼邦太郎・市川右太衛門）
- 『次郎長裸旅』 : 監督久保為義・マキノ正博・根岸東一郎、原作マキノ文藝部、脚本立春大吉、製作マキノトーキー製作所、配給千鳥興業、1936年4月15日公開 - ジョーオハラ（椿三四郎・葉山純之輔）、25分の上映用プリントをNFCが所蔵
- 『金毘羅代参 森の石松』 : 監督押本七之輔・竹久新、脚本和田潤、製作新興キネマ京都撮影所、配給新興キネマ、1938年7月13日公開 - 舟波邦之介（松本田三郎・大谷日出夫）、61分の上映用プリントをNFCが所蔵
- 『富士川の血煙』 : 監督押本七之輔、脚本原健一郎、製作新興キネマ京都撮影所、配給新興キネマ、1939年1月7日公開 - 大友柳太郎（原聖四郎・羅門光三郎）
- 『次郎長裸道中』 : 監督押本七之輔、脚本民門敏夫、製作新興キネマ京都撮影所、配給新興キネマ、1939年3月8日公開 - 舟波邦之佑（不明・羅門光三郎）
- 『女次郎長』 : 監督大曾根辰夫、原作川口松太郎、脚本柳川真一、製作松竹下加茂撮影所、配給松竹キネマ、1939年11月23日公開 - 川浪良太郎（天野刃一・川崎弘子）
- 『エノケンの森の石松』 : 監督中川信夫、原作和田五雄、脚本小林正、製作東宝映画東京撮影所、配給東宝映画、1939年8月10日公開 - 松ノボル（浮田左武郎・鳥羽陽之助）
- 『秋葉の火祭』 : 監督西原孝、原作・脚本稲田不可止、製作新興キネマ京都撮影所、配給新興キネマ、1940年6月13日公開 - 桜井勇（芝田新・市川右太衛門）
- 『続清水港』 : 監督マキノ正博、脚本小国英雄、製作日活京都撮影所、配給日活、1940年7月10日公開 - 団徳麿（上田吉二郎・小川隆）、89分の上映用プリントをNFCが所蔵
- 『虎造の荒神山』 : 監督青柳信雄、脚本八住利雄、製作東宝映画京都撮影所、配給東宝映画、1940年7月10日公開 - 高松文麿（進藤英太郎・下田猛）、67分の上映用プリントをNFCが所蔵
- 『東海水滸伝』（1952年再公開題『東海二十八人衆』） : 監督伊藤大輔・稲垣浩、脚本八尋不二、製作・配給大映、1945年7月12日公開 - 原聖四郎（香川良介・阪東妻三郎）、『東海二十八人衆 東海水滸傳改修版』題の83分の上映用プリントをNFCが所蔵
- 『粋な風来坊』 : 監督マキノ正博、脚本小国英雄・陶山鉄、製作松竹下加茂撮影所、配給松竹、1946年2月8日公開 - 黒澤健二（新妻四郎・笠智衆）

- 『乱れ星荒神山』 : 監督萩原遼、原作村松梢風、脚本村松道平、製作東横映画、配給東京映画配給、1950年11月23日公開 - 原健作（大友柳太朗・月形龍之介）、77分の上映用プリントをNFCが所蔵
- 『清水港は鬼より怖い』 : 監督加藤泰、脚本木下藤吉・友田晶二郎、製作宝プロダクション、配給東映、1952年7月9日公開 - 芦の家雁玉（林田十郎・桂春団治）、46分の上映用プリントをNFCが所蔵
- 『歌くらべ荒神山』 : 監督斎藤寅次郎、原案あをいきくらぶ同人（淀橋太郞・竹田新太郞・中田竜雄・有吉光也）、脚本八住利雄、製作新芸プロダクション・新東宝、配給新東宝、1952年7月24日公開 - 今清水基二（鳥羽陽之助・広沢虎造）
- 『唄祭り清水港』 : 監督渡辺邦男、脚本柳川真一・沢村勉、製作松竹京都撮影所、配給松竹、1952年12月4日公開 - 中田耕二（小林重四郎・市川小太夫）
- 『次郎長一家罷り通る』 : 監督堀内真直、脚本松浦健郎、製作新芸プロダクション、配給松竹、1953年9月5日公開 - 新城一（大友富右衛門・戸上城太郎）
- 『殴り込み二十八人衆』 : 監督萩原遼、脚本高岩肇・村松道平・笠原良三、1954年2月10日公開 - 時田一男（大谷日出夫・月形龍之介）
- 『次郎長三国志 第八部 海道一の暴れん坊』 : 監督マキノ雅弘、原作村上元三、脚本小川信昭・沖原俊哉、製作・配給東宝、1954年6月8日公開 - 水島道太郎（浜松の政五郎役、河津清三郎・小堀明男）、103分の上映用プリントをNFCが所蔵
- 『次郎長三国志 第九部 荒神山』 : 監督マキノ雅弘、原作村上元三、脚本橋本忍、製作・配給東宝、1954年7月14日公開 - 水島道太郎（河津清三郎・小堀明男）、82分の上映用プリントをNFCが所蔵
- 『びっくり五十三次』 : 監督野村芳太郎、脚本椎名利夫・津路嘉郎・永江勇、製作松竹京都撮影所、配給松竹、1954年8月11日公開 - 中田耕二（田中謙三・近衛十四郎）
- 『七変化狸御殿』 : 監督大曾根辰夫、脚本柳川真一・中田竜雄・森田竜男、製作松竹京都撮影所、配給松竹、1954年12月29日公開 - 加藤秀樹（田中謙三・近衛十四郎）
- 『次郎長意外伝 大暴れ次郎長一家』 : 監督日高繁明、原案正岡容、脚本小野田勇・キノトール、製作・配給東宝、1955年8月1日公開 - 南道郎（藤田進・小堀明男）
- 『清水の三ン下奴』 : 監督冬島泰三、原案山田信一、脚本中川明徳・小川三郎、製作日新プロダクション、配給新東宝、1955年8月1日公開 - 冬木京二（鳥羽陽之助・月形龍之介）、80分の上映用プリントをNFCが所蔵
- 『花の二十八人衆』 : 監督斎藤寅次郎、脚本賀集院太郎、製作大映京都撮影所、配給大映、1955年8月9日公開 - 上田寛（光岡龍三郎・市川小太夫）
- 『任侠清水港』 : 監督松田定次、脚本比佐芳武、製作東映京都撮影所、配給東映、1957年1月3日公開 - 東宮秀樹（原健策・片岡千恵蔵）、103分の上映用プリントをNFCが所蔵
- 『関八州大利根の対決』 : 監督志村敏夫、脚本平塚広雄・北村秀敏、製作・配給新東宝　1957年1月27日公開（映倫番号 10004） - 山岡正義（信夫英一・小笠原竜三郎）
- 『森の石松』 : 監督田坂勝彦、脚本村松正温、製作大映京都撮影所、配給大映、1957年9月3日公開（映倫番号 10310） - 浜田雄史（玉置一恵・黒川弥太郎）
- 『次郎長外伝 石松と追分三五郎』 : 監督倉橋良介、脚本本山大生・浜川博美、製作松竹京都撮影所、配給松竹、1957年10月23日公開（映倫番号 10318） - 青山宏（戸上城太郎・近衛十四郎）
- 『任侠東海道』 : 監督松田定次、脚本比佐芳武、製作東映京都撮影所、配給東映、1958年1月3日公開（映倫番号 10409） - 片岡栄二郎（大友柳太朗・片岡千恵蔵）、105分の上映用プリントをNFCが所蔵
- 『清水港の名物男 遠州森の石松』 : 監督マキノ雅弘、原作村上元三、脚本観世光太、製作東映京都撮影所、配給東映、1958年6月29日公開（映倫番号 10715） - 東千代之介（原健策・加賀邦男）、98分の上映用プリントをNFCが所蔵
- 『次郎長意外伝 灰神楽木曽の火祭』 : 監督青柳信雄、原案正岡容、脚本小野田勇・永六輔・蓮池義雄、製作・配給東宝、1958年11月23日公開（映倫番号 10877） - 山賀英雄（千葉信男・河津清三郎）
- 『次郎長富士』 : 監督森一生、脚本八尋不二、製作大映京都撮影所、配給大映、1959年6月2日公開（映倫番号 11191） - 本郷功次郎（黒川弥太郎・長谷川一夫）、104分の上映用プリントをNFCが所蔵・105分の16mmフィルム版上映用プリントをデジタルミームが所蔵
- 『森の石松幽霊道中』 : 監督佐伯幸三、原作木村錦花、脚色笠原良三、製作宝塚映画製作所、配給東宝、1959年7月14日公開（映倫番号 11321） - 市川小金吾（堺左千夫・加東大介）

- 『任侠中仙道』 : 監督松田定次、脚本比佐芳武、製作東映京都撮影所、配給東映、1960年1月3日公開（映倫番号 11786） - 里見浩太朗（若山富三郎・片岡千恵蔵）、91分の上映用プリントをNFCが所蔵
- 『次郎長血笑記 秋葉の対決』 : 監督工藤栄一、脚本村松道平、製作第二東映京都製作所、配給第二東映、1960年3月1日公開（映倫番号 11611） - 南郷京之助（楠本健二・黒川弥太郎）
- 『次郎長血笑記 殴り込み道中』 : 監督工藤栄一、脚本村松道平、製作第二東映京都製作所、配給第二東映、1960年3月8日公開（映倫番号 11626） - 南郷京之助（楠本健二・黒川弥太郎）
- 『ひばりの森の石松』 : 監督沢島忠、脚本鷹沢和善、製作東映京都撮影所、配給東映、1960年3月29日公開（映倫番号 11463） - 長島隆一（加賀邦男・若山富三郎）、83分の上映用プリントをNFCが所蔵
- 『続次郎長富士』 : 監督森一生、脚本八尋不二、製作大映京都撮影所、配給大映、1960年6月1日公開（映倫番号 12027） - 本郷功次郎（黒川弥太郎・長谷川一夫）
- 『清水港に来た男』 : 監督マキノ雅弘、脚本小国英雄、製作東映京都撮影所、配給東映、1960年7月31日公開（映倫番号 11989） - 石井一雄（中村時之介・大河内傳次郎）、91分の上映用プリントをNFCが所蔵
- 『次郎長血笑記 富士見峠の対決』 : 監督工藤栄一、脚本村松道平、製作第二東映京都製作所、配給第二東映、1960年8月28日公開（映倫番号 11894） - 南郷京之助（楠本健二・黒川弥太郎）
- 『サラリーマン清水港』 : 監督松林宗恵、脚本笠原良三、製作・配給東宝、1962年1月3日公開（映倫番号 12612） - 三木のり平（小政工場長役、加東大介・森繁久彌）
- 『続サラリーマン清水港』 : 監督松林宗恵、脚本笠原良三、製作・配給東宝、1962年3月7日公開（映倫番号 12663） - 三木のり平（小政工場長役、加東大介・森繁久彌）
- 『大笑い次郎長一家 三ン下二挺拳銃』 : 監督斎藤寅次郎、脚本福田良二・朝日奈喬・七条門、製作新東宝、配給東宝、1962年5月15日公開（映倫番号 12357） - 空飛小助（里井茂・田崎潤）
- 『勢揃い東海道』 : 監督松田定次、脚本高岩肇、製作東映京都撮影所、配給東映、1963年1月3日公開（映倫番号 13025） - 加賀邦男（高田浩吉・片岡千恵蔵）、94分の上映用プリントをNFCが所蔵
- 『てなもんや三度笠』 : 監督内出好吉、原作香川登志緒、脚本野上龍雄、製作東映京都撮影所、配給東映、1963年6月9日公開（映倫番号 13192） - 大井田勝太（中村錦司・花菱アチャコ）、81分の上映用プリントをNFCが所蔵
- 『てんやわんや次郎長道中』 : 監督森一生、脚本八尋不二、製作大映京都撮影所、配給大映、1963年6月30日公開（映倫番号 13265） - 南都雄二（ - ・市川雷蔵）
- 『次郎長三国志 第三部』 : 監督マキノ雅弘、原作村上元三、脚本マキノ雅弘・山内鉄也、製作東映京都撮影所、配給東映、1964年2月8日公開（映倫番号 13476） - 里見浩太朗（ - ・鶴田浩二）、94分の上映用プリントをNFCが所蔵
- 『駿河遊侠伝 破れ鉄火』[25][26]（誤記『駿河遊侠伝 破れ太鼓』[27]） : 監督田中徳三、原作子母沢寛、脚本高岩肇、製作大映京都撮影所、配給大映、1964年9月17日公開（映倫番号 19687） - 谷啓（五味龍太郎・勝新太郎）
- 『駿河遊侠伝 度胸がらす』 : 監督森一生、原作子母沢寛、脚本笠原良三、製作大映京都撮影所、配給大映、1965年1月23日公開（映倫番号 13807） - 勝村淳（五味龍太郎・勝新太郎）
- 『次郎長三国志 甲州路殴り込み』 : 監督マキノ雅弘、原作村上元三、脚本マキノ雅弘・山内鉄也、製作東映京都撮影所、配給東映、1965年8月25日公開（映倫番号 14073） - 里見浩太朗（大木実・鶴田浩二）、90分の上映用プリントをNFCが所蔵
- 『クレージーの無責任清水港』 : 監督坪島孝、脚本小国英雄、製作東宝・渡辺プロダクション、配給東宝、1966年1月3日公開（映倫番号 14274） - 中山豊（平田昭彦・ハナ肇）
- 『てなもんや東海道』 : 監督松林宗恵、原作香川登志緒、脚本長瀬喜伴・新井一・沢田隆治、製作東宝・宝塚映画製作所・渡辺プロダクション、配給東宝、1966年8月14日公開（映倫番号 14499） - なべおさみ（藤木悠・ハナ肇）
- 『次郎長三国志』 : 原作村上元三、1968年4月7日 - 同年9月29日放映（連続テレビ映画・全26回） - 不明（御木本伸介・中野誠也）

- 『クレージーの殴り込み清水港』 : 監督坪島孝、脚本田波靖男、製作東宝・渡辺プロダクション、配給東宝、1970年1月15日公開（映倫番号 116149） - 桜井センリ（平田昭彦・ハナ肇）
- 『清水次郎長』 : 1971年5月8日 - 1972年4月29日放映（連続テレビ映画・全52回） - 松山省二（大木実・竹脇無我）
- 『次郎長三国志』 : 原作村上元三、1974年4月9日 - 同年9月24日放映（連続テレビ映画・全23回） - 寺田農（内田稔・鶴田浩二）
- 『マチャアキの森の石松』 : 監督マキノ雅弘、1975年10月12日 - 1976年4月4日放映（連続テレビ映画・全26回） - 荻島真一（宍戸錠・浜畑賢吉）
- 『清水次郎長 勢揃い清水港』 : 監督山内鉄也、1981年10月9日放映（テレビ映画・時代劇スペシャル） - 和田浩治（中村敦夫・西郷輝彦）
- 『清水次郎長 風雪流れ旅』 : 監督松尾正武、1982年1月15日放映（テレビ映画・時代劇スペシャル） - 和田浩治（中村敦夫・西郷輝彦）
- 『清水次郎長 男の涙石松の最后』 : 監督山内鉄也、1982年5月7日放映（テレビ映画・時代劇スペシャル） - 和田浩治（中村敦夫・西郷輝彦）
- 『次郎長青春篇 つっぱり清水港』 : 監督前田陽一、脚本前田陽一・南部英夫、製作・配給松竹、1982年12月28日公開（映倫番号 110948） - 明石家さんま（原田大二郎・中村雅俊）
- 『清水次郎長 筑波おろし義侠の仇討』 : 監督山内鉄也、1983年2月11日放映（テレビ映画・時代劇スペシャル） - 和田浩治（中村敦夫・西郷輝彦）
- 『次郎長三国志東海道の暴れん坊』 : 監督松尾昭典、原作村上元三、1988年1月3日放映（テレビ映画・新春時代劇スペシャル） - 川野太郎（梅宮辰夫・高橋英樹）
- 『次郎長三国志』 : 監督田中徳三・原田雄一・杉村六郎・高瀬昌弘、原作村上元三、1991年1月2日放映（テレビ映画・新春ワイド時代劇） - 渡辺裕之（瑳川哲朗・高橋英樹）
- 『次郎長三国志 勢揃い二十八人衆喧嘩旅!』 : 監督松尾昭典、原作村上元三、1998年1月3日放映（テレビ映画・新春ワイド時代劇） - 櫻木健一（勝野洋・北大路欣也）
- 『次郎長三国志』 : 監督吉田啓一郎・原田雄一、原作村上元三、2000年1月2日放映（テレビ映画・新春ワイド時代劇） - 高橋和也（竜雷太・杉良太郎）
- 『次郎長三国志』 : 監督マキノ雅彦、原作村上元三、脚本大森寿美男、製作「次郎長三国志」製作委員会、配給角川映画、2008年9月20日公開（映倫番号 118080） - 北村一輝（追分の政五郎役、岸部一徳・中井貴一）
- 『ジロチョー 清水の次郎長維新伝』 : 監督グ・スーヨン、2010年1月13日放映（テレビ映画） - 萩原聖人（内藤剛志・中村雅俊）